# Fundulopanchax avichang
Fundulopanchax avichang е вид лъчеперка от семейство Nothobranchiidae.

## Разпространение
Видът е разпространен в Екваториална Гвинея.